# Nana Eikura
Nana Eikura (榮倉 奈々?, Eikura Nana; Kagoshima, 12 febbraio 1988) è un'attrice e modella giapponese.
Occasionalmente conduttrice di programmi radiofonici, ha iniziato posando per diverse riviste di moda, comparendo poi quasi immediatamente in varie pubblicità, questo fino alla metà degli anni 2000. A partire dal 2004 ha iniziato a recitare in molti film e dorama di successo, affiancando più volte gli idol maschili di turno (ad esempio Jun Matsumoto e Tomohisa Yamashita).

## Filmografia

### Cinema
| Titolo                      | Anno |
| --------------------------- | ---- |
| Space Police                | 2004 |
| Boku wa imōto ni koi o suru | 2007 |
| Lemon no Koro               | 2007 |
| Shibuyaku Maruyamacho       | 2007 |
| Awa dance                   | 2007 |
| April Bride                 | 2009 |
| Antoki no Inochi            | 2011 |
| Tōkyō Kōen                  | 2011 |

- Ie ni kaeru to tsuma ga kanarazu shinda furi wo shite imasu. (家に帰ると妻が必ず死んだふりをしています?), regia di Toshio Lee (2018)

### Dorama
| Titolo                                        | Anno |
| --------------------------------------------- | ---- |
| Jiiji: Mago to Ita Natsu                      | 2004 |
| Jiiji II: Mago to Ita Natsu                   | 2005 |
| Kiken na aneki                                | 2005 |
| Dance Drill                                   | 2006 |
| Proposal Daisakusen                           | 2007 |
| Maison Ikkoku (live drama)                    | 2007 |
| Hitomi                                        | 2008 |
| Proposal Daisakusen SP                        | 2008 |
| Mei-chan no shitsuji                          | 2009 |
| Nakanai to Kimeta Hi                          | 2010 |
| Wagaya no rekishi                             | 2010 |
| Saikō no jinsei no owarikata - Ending Planner | 2012 |